# 858年
| 千纪： | 1千纪                                                                                           |
| 世纪： | 8世纪 \| 9世纪 \| 10世纪                                                                        |
| 年代： | 820年代 \| 830年代 \| 840年代 \| 850年代 \| 860年代 \| 870年代 \| 880年代                       |
| 年份： | 853年 \| 854年 \| 855年 \| 856年 \| 857年 \| 858年 \| 859年 \| 860年 \| 861年 \| 862年 \| 863年 |
| 纪年： | 戊寅年（虎年）；唐大中十二年；南诏天启十九年；日本天安二年                                      |

## 大事记
- 藤原氏兴。

## 出生
- 荊南武信王高季興